# Якуб'як Василь Іванович

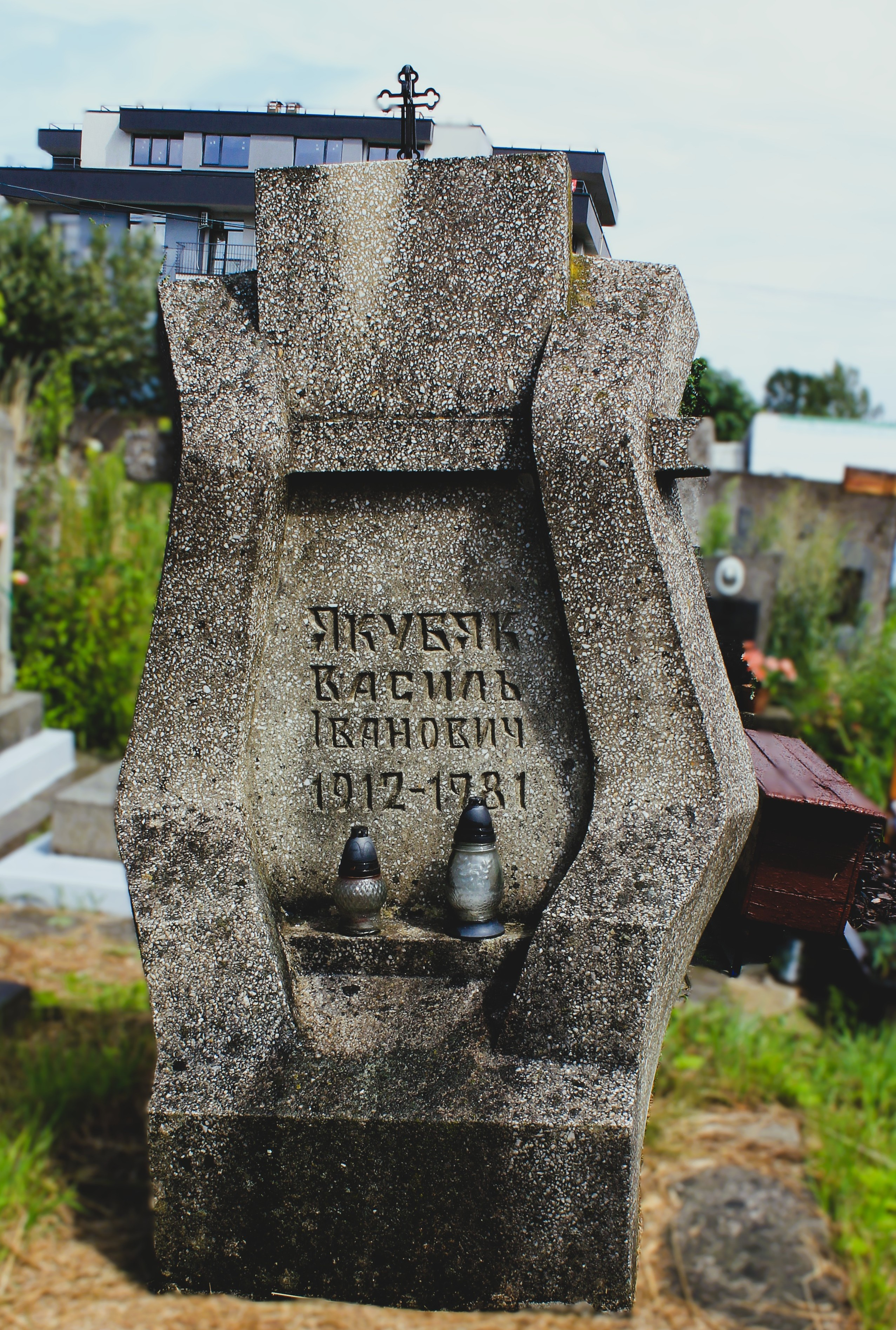
Надгробок на могилі диригента Василя Якуб'яка.

Василь Іванович Якуб'як (нар. 23 лютого 1912, смт. Печеніжин? Коломийський район? Івано-Франківська область — пом. 21 лютого 1981, м. Львів) — український музикознавець, композитор, диригент, педагог.

## Біографія
Народився 23 лютого 1912 року в смт. Печеніжин, тепер Коломийського району, на Івано-Франківщині. У 1923 році закінчив місцеву народну п'ятикласову школу, а у 1931 р. — Коломийську гімназію (класичний тип). У гімназії опанував теоретичні основи музики та гру на скрипці, одержав ґрунтовні знання з німецької та польської мов, загальні гуманітарні знання. Після закінчення гімназії вступив  до Коломийської філії львівського Вищого музичного інституту імені Миколи Лисенка за спеціальністю скрипка, теорія  музики. Під час навчання слухав лекції таких відомих музикантів, як Борис Кудрик та Станіслав Людкевич. Після закінчення академії у 1934 році керував єврейським хором та оркестром, студентським хором львівських богословів та іншими самодіяльними колективами.

### Навчання в Львівській греко-католицькій духовній семінарії Святого Духа
Протягом 1935—1939 років стаціонарно навчався у Львівській греко-католицькій духовній семінарії Святого Духа. Тут, окрім поглибленого вивчення богословських наук, історії стародавньої філософії Заходу та музичної культури, студентам надавалася широка можливість практично реалізувати свій творчий потенціал через залучення до активної концертно-виконавської діяльності. В семінарії діяв відомий чоловічий хор, у якому Василь Якуб'як спочатку був виконавцем, а в 1937 році став диригентом.
Під його батутою хор узяв участь в академіях на честь св. Йосафата (29 листопада  1936 р.), в урочистостях до 300-річчя  смерті  митрополита  Рутського, виступав на авторському літературно-музичному вечорі 28 лютого 1937 року в залі духовної семінарії, на якому був присутній Йосиф Сліпий, тодішній ректор Львівської греко-католицької духовній семінарії Святого Духа. Також 18 квітня того ж року хор брав активну участь в урочистостях, присвячених 100-річчю виходу в світ «Русалки Дністрової», а 13 грудня на честь митрополита Андрея Шептицького хор семінаристів під проводом диригента Василя Якуб'яка відспівав «Услиши, Боже, глас мой» Дмитра Бортнянського та Г. Цельнера «Вальтазар».
Окрім хору при семінарії діяв і малий симфонічний оркестр, де Якуб'як грав на альті. Активну участь брав Василь Якуб'як й у струнному квартеті та чоловічому вокальному квартеті львівських богословів у складі: Івана Задорожного (І тенор), Василя Якуб'яка (ІІ тенор), Василя Матіяша (баритон), В. Василевича (бас).
У 1938 році диригент симфонічного оркестру Артемій Цегельський, закінчивши богословські студії, передав керівництво оркестром диригентові хору Василеві Якуб'якові. На той час оркестр зріс не тільки якісно, але й кількісно і складався з 31-го оркестрового музиканта.
26 лютого 1939 року в залі духовної семінарії відбувся ще один авторський вечір, що розпочався піснею Василя Якуб'яка на слова Маркіяна Шашкевича «Підлисся» у виконанні чоловічого хору богословів. Другий відділ авторського вечора розпочав чоловічий вокальний квартет піснею Якуб'яка на слова Богдана Лепкого «Гостина», де партію ІІ тенора виконував автор. На завершення концерту прозвучав хоровий твір на вірші М. Гірського «В 950-ліття» у мистецькому виконанні чоловічого хору львівських богословів під орудою Василя Якуб'яка.
З початком війни 1939 року композитор емігрував до Польщі, де кілька років працював канцеляристом у м. Скаржиско-Каменна. Восени 1941 року, приїхавши до Коломиї у відпустку, — одружився. Виховував двох синів — Ярему, який продовжив справу батька і став відомим музичним педагогом, науковцем, методистом і критиком, та Маркіяна, відомого перекладача з французької мови.
З 1941 р. працював в м. Коломия в музичних школах, СШ № 1, драмтеатрі. В 1943—1944 рр. був диригентом «Коломийського Бояна», а з 1944 по березень 1962 рр. працював педагогом в коломийській 7-річній музичній школі по класу теоретичних предметів та завідувачем циклу теоретичних предметів. Керує шкільним оркестром, бере активну участь у громадській роботі школи та міста, виступає в складі квартету як виконавець (на альті) та диригент.
З березня 1962 року Василь Якуб'як працює на посаді артиста оркестру Коломийського українського драматичного театру ім. Я. Галана, але уже з 10 серпня 1962 року починає працювати в Дрогобицькому педагогічному інституті на посаді викладача, а згодом старшого викладача музичнотеоретичних предметів на  кафедрі музики та співів. З  20 жовтня  1964 р. Василь Якуб'як — керівник секції музичнотеоретичних предметів, а з 1.09.1965 р., одночасно з об'єднанням музичнопедагогічного факультету та факультету підготовки вчителів початкових класів, — стає деканом (пробув на цій посаді до 10 квітня 1968 р.). Односано працює в Дрогобицькому  музичному училищі.
Помер Василь Якуб'як 21 лютого 1981 року у Львові, похований на кладовищі одного з львівських масивів у с. Кривчиці.

### І Крайовий конкурс хорів Галичини
Важливим рубежем професійного становлення і визнання Якуб'яка як хорового диригента стала перемога на І Крайовому конкурсі хорів Галичини, присвяченому сторіччю від дня народження основоположника української класичної музики Миколи Лисенка.
У 1942 році Інститут народної творчості у Львові за ініціативи його директора, професора о. Северина Сапруна організували І Крайовий конкурс українських хорів Галичини, Полісся, Холмщини до сторіччя від дня народження Миколи Лисенка: «Та забіліли сніги», «Ой що ж бо то за ворон», «Гей, не дивуйте».. Умови конкурсу були доволі жорсткі. Кожен хоровий колектив мав підготувати щонайменше три хорові твори Лисенка. При оцінюванні враховували інтерпретацію пісенного виконання, зіспіваність, одяг співаків, навіть дисципліну.
Василь Якуб'як на запрошення Мар'яна Степаняка став диригентом хору рідного села Печеніжин, до якого було відібрано 28 учасників, десятеро з яких самі були диригентами. Хор успішно відбув повітовий конкурс, після якого зі 163 колективів лише 72 було допущено до окружного конкурсу. Згодом колектив дійшов і до перегляду у Львові, куди потрапили тридцять найкращих. Із них 16 — сільських, 10 — містечкових і 4 репрезентативних великоміських: Дрогобицький і Станіславівський «Бояни», Станіславівська «Думка» та Львівська «Сурма».
З 31 липня до 2 серпня 1942 року відбувався фінал конкурсу у Львові, на якому Василь Якуб'як був нагороджений як найкращий диригент сільських хорів лавровим вінком переможця, срібною диригентською паличкою, відповідними грамотами, грошовою премією (500 злотих) та перехідним подарунком — срібною вазою. Печеніжинський чоловічий хор серед сільських хорів зайняв 2-ге місце. Печеніжинцям відкрилася пряма дорога до участи у фестивалі української пісні, який мав незабаром відбутися у львівській опері.

## Творчий доробок
- музика до драми «Тіні забутих предків» Михайла Коцюбинського,
- кантата «Пісня радості й хвали» (сл. Ю. Шкрумеляк) для хору з оркестром,
- одночастинна  соната «Фортепіанний  Квінтет»,
- сюїта  «В'язанка народних пісень» для мандолінного та струнного оркестрів,
- «Пісня  стебницьких  калійників» (сл. М. Шалати),
- сюїта  з опери  «Запорожець  за Дунаєм»,
- гармонізація й інструментовка «Вія» для оркестру (малий симфонічний),
- «Фантазія g-moll»,
- марш «Вперед» для духового оркестру,
- «Таємнича печера» для оркестру,
- «Колискова» (сл. народні) для жіночого квартету з фортепіано,
- «А радість грає, грає» (сл. В. Якуб'як) для жіночого квартету,
- «Вечірня  пісня»  для  труби  з фортепіано,
- танок «Слов'янка» для естрадного оркестру.

Значним творчим досягненням Василя Якуб'яка є його кантата «Пісня радості й хвали». Композитор серйозно поставився до написання доволі великого твору циклічної форми з наявністю хорів, солістів, читців та симфонічного оркестру. Кантата поділена на п'ять частин: «Вступ», «Радість визволення», «Розправа з фашистським гадом», «Рвіте зілля на весілля» і «Фінал». Кантата побудована на гуцульських мотивах і збагачена власною авторською фантазією, полонить слухача безпосередністю, мелодійністю та живим ритмом. Двічі кантата «Пісня радості й хвали» виконувалась у Коломиї (1959, 1960), чотири рази у Дрогобичі (1964, 1965, 1969,1972) та один раз по телебаченню (1965).
В доробку композитора також ряд творів для скрипки з фортепіано (танок «Коломийка», «Вальс  g-moll», «Танок  g-moll», «Етюд a-moll») та для струнного квартету («Скерцо», варіації «Козачок», «Marcia funebre»), багато творів для чоловічих квартетів (варіації, танго, пісні), чоловічих хорів без супроводу («Підлисся», «Шумить Дніпро», «Клеплють коси» та ін.) та солоспівів — «Дівчино Кохана» та «Вийди, дівчино» (сл. М. Хромей).
Окрім концертно-виконавської діяльності Василь Якуб'як брав участь у науковій діяльності. У фондах збереглися «Збірка коляд і щедрівок на мужеський хор» 1938 р. з 11 коляд і щедрівок для чоловічого хору, де першим номером є коляда «Бог предвічний» у власній обробці. У збірці переважають коляди і щедрівки в обробці Кирила Стеценка, Остапа Нижанківського, Бориса Кудрика, Т. Купчинського, І. Охримовича. Нотний рукопис збірки виконав В. Василевич 20 грудня 1938 р. у Львові.
Серед пісенної творчості композитора значне місце займають пісні для дітей. Василь Якуб'як створював пісні на вірші таких поетів як Богдан Лепкий, Дмитро Николишин, Степан Пушик, Петро Скунць, М. Хромей, Михайло Шалата, Маркіян Шашкевич, А. Шекерик-Доників, Юрій Шкрумеляк та інші. Декілька дитячих пісень митець написав на власні вірші. Але найрезультативнішим був творчий тандем композитора з молодим коломийський поетом Іваном Юзюком. Разом вони створили близько півтора десятка різножанрових (хорових, ансамблевих, сольних) пісень, 11 з яких для дітей молодшого шкільного віку.
У домашньому архіві Василя Якуб'яка збереглася його друкована стаття з 1938 р. під назвою «Косовиця в Печеніжині Коломийського повіту». У ній розповідається про особливості косарської традиції, про спеціальні страви, які належаться косареві, а також детально описується весь косарський реманент, його місцеві назви тощо. Стаття проілюстрована нотним записом двох протяжних пісень, які співають косарі.
З розвитком музичної освіти в Галичині все більше відчувалася нестача спеціальної навчально-методичної літератури, що спонукало Василя Якуб'яка до створення «Музичного букваря» для дітей музичних шкіл. Його працю високо оцінив Станіслав Людкевич.